# Echinodorus angustifolius
Espèce
Echinodorus angustifolius ou Epée d'eau à feuille étroite est une espèce de plantes aquatiques tropicales de la famille des Echinodorus.

## Origine
Cette espèce est présente au Brésil, essentiellement dans l'État du Mato Grosso.

## Description
Ses feuilles peuvent atteindre 60 cm.

## Maintenance
Plante très facile à maintenir, bien que peu observée dans le commerce. Que ce soit en eau douce ou dure, elle pousse sans problème. Néanmoins, on veillera à lui donner une lumière intense. La température ira de 20 à 28 °C.